# چاهک (گناوه)
چاهک، روستایی است از توابع بخش مرکزی شهرستان گناوه استان بوشهر ایران.

## جمعیت
این روستا در دهستان حیات داوود قرار دارد و بر اساس سرشماری سال ۱۳۸۵ آمار رسمی جمعیت آن ۴۱نفر (۱۱خانوار) می‌باشد.